# Ana Lilia Pérez

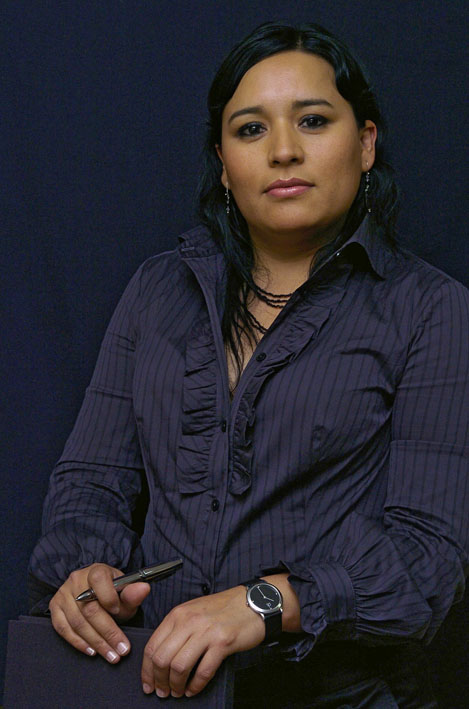
Ana Lilia Pérez Mendoza, 2010

Ana Lilia Pérez Mendoza (* 1976 in Mexiko-Stadt) ist eine mexikanische Journalistin und Autorin.
Ana Lilia Pérez studierte Geschichte und Publizistik. Sie arbeitete als Reporterin für renommierte mexikanische Tageszeitungen wie Milenio, La Jornada, El Financiero, Excélsior, Novedades und die deutsche Süddeutsche Zeitung.
2011 veröffentlichte sie ihr erstes Buch über die staatliche mexikanische Ölgesellschaft Pemex und deren Verstrickung mit den Kartellen („El Cartel Negro“). Das Buch erregte in Mexiko viel Aufsehen. Pérez geriet in Konflikt mit den Kartellen. Sie tauchte unter und ging 2012 ins Exil nach Deutschland. Beim P.E.N. und bei der Hamburger Stiftung für politisch Verfolgte fand sie Unterstützung. Ana Lilia Pérez lebt mittlerweile wieder in Mexiko (Stand 2016).
2016 erschien ihr Buch „Kokainmeere. Die Wege des weltweiten Drogenhandels“, eine Übersetzung ihres Buches Mares de cocaína in Deutschland. Pérez recherchierte investigativ über die mexikanische Mafia und wie staatliche Behörden, Politiker und weite Teile der Wirtschaft unterwandert sind. Sie macht deutlich, dass das Drogengeschäft das Alltagsleben der armen Bevölkerung in Mexiko verschlimmert.

## Auszeichnungen
Für ihre Arbeit wurde Ana Lilia Pérez mehrfach ausgezeichnet. 
Ihr wurde der Premio Nacional de Periodismo, der wichtigste mexikanischen Journalistenpreis zugesprochen. 2012 wurde sie mit dem Preis für die Freiheit und Zukunft der Medien geehrt. Er wird von der Medienstiftung der Sparkasse Leipzig an Journalisten, Verleger und Medieninstitutionen, vergeben, die sich für die Pressefreiheit engagieren und ist mit 30.000 Euro dotiert.

## Werke
- Sonda de Campeche Paradigma de explotación laboral (2009) ITF.
- Camisas Azules, manos negras. El saqueo de Pemex desde Los Pinos (2010) Grijalbo mit Miguel Ángel Granados Chapas.
- El Cártel Negro. Cómo el crimen organizado se ha apoderado de Pemex[5] (2011) Grijalbo.
- Koautorin bei Morir en la Miseria (2010).
- Mares de cocaína. Las rutas naúticas del narcotráfico. Grijalbo.
  - Kokainmeere: Die Wege des weltweiten Drogenhandels" aus dem Spanischen von Katrin Behringer und Birgit Weilguny. Pantheon Verlag, München 2016, ISBN 978-3-570-55338-1.